# WB Channel
WB Channel est une chaîne de télévision hindi.

## Censure
Tous les films et diffusions de séries télévisées sont considérablement censurés. Les mots jurés sont désactivés et le texte du sous-titre a changé. La plupart des scènes avec trop de sang ou un soupçon d'érotisme sont entièrement éditées.